# Andrés Felipe Castillo
Andrés Felipe Castillo Henao (Pereira, 31 de mayo de 1984) es un jugador de fútbol profesional de Colombia.

## Carrera
Inició su carrera futbolística a los 7 años de edad en el Inder de Risaralda y participó en diferentes torneos infantiles como la Liga Pony Fútbol,
liga Comfamiliar y la liga Risaraldense de Fútbol donde fue goleador durante 4 años consecutivos.
El Deportivo Pereira compró sus derechos, ingresando en su plantel profesional hasta el año 2006, a los 15 años forma parte de la primera C.
Luego fue transferido en calidad de préstamo al América de Cali hasta el
año 2001, elegido por el entrenador Jaime de la Pava que se encontraba en ese momento haciendo un reclutamiento a nivel nacional para el América de Cali de jugadores sub-17, recibe una propuesta para viajar a Argentina.
Es trasladado a Argentina por su entrenador Oscar Hernan Gil Rincón y forma parte de los planteles de Boca Juniors y River Plate dirigido en ese momento por Daniel Passarella. 
En este año en el Club Atlético Banfield estuvo en la pretemporada de Tandil donde el técnico Carlos Fabián Leeb lo elige como el jugador en posición de enganche. Luego es contratado por Talleres de Córdoba.
En ese mismo año también fue convocado por Ramón Jesurún Franco presidente de la División Mayor del Fútbol Colombiano Colombia para formar parte de la selección Colombia en el encuentro del 20 de mayo de 2006 contra Argentina en el Newell donde jugó Maradona, el tino Faustino Asprilla, Mauricio Serna, Juan Carlos Henao, Sergio Goycochea, Fernando Gamboa, Matías Almeyda y donde el marcador quedó 9-4 a favor de Argentina.
A finales del año 2006 fue trasladado a Ecuador a formar parte del Imbabura Sporting Club como delantero. Carlos Piscis Restrepo lo llevó a Brujas Fútbol Club de Costa Ricadonde estuvo una corta temporada de entrenamiento por inconvenientes con su contratación.